# Edmondo Lupieri
Edmondo L. Lupieri (Torino, 10 novembre 1950) è un teologo, biblista e docente italiano, specialista del Nuovo Testamento.

## Biografia
È stato allievo dell'Università degli Studi di Pisa, dove ha conseguito la laurea in "Studi Classici" con il massimo risultato, e della Scuola Normale Superiore di Pisa, dove ha conseguito la "Licenza in Lettere".
Ha insegnato alle università di Roma, Torino e Udine. Dal 2006 al 2025 ha occupato la cattedra di teologia "John Cardinal Cody" presso la Loyola University Chicago, dove ha insegnato Nuovo Testamento e storia delle origini del cristianesimo.
Ha pubblicato libri e articoli su: Nuovo Testamento, origini del cristianesimo, gnosticismo cristiano e non, vari fenomeni di sincretismo religioso che coinvolgono elementi cristiani, storia del cristianesimo in età moderna e contemporanea.
Vive a Chicago con la moglie Linda Foster, scrittrice di romanzi gialli, e hanno quattro figlie.

## Opere

### In italiano
- Il cielo è il mio trono. Isaia 40.12 e 66, 1 nella tradizione testimoniaria, Roma, Edizioni di Storia e Letteratura, 1980, ISBN 978-8884989758
- Giovanni Battista fra storia e leggenda, Brescia, Paideia, 1988, ISBN 978-8839404145
- Giovanni Battista nelle tradizioni sinottiche, Brescia, Paideia, 1988, ISBN 978-8839404091
- I mandei. Gli ultimi gnostici, Brescia, Paideia, 1993, ISBN 978-8839407856
- Gesù Cristo e gli altri dei. Diffusione e modificazione del cristianesimo nei paesi extraeuropei, Milano, Mondadori, 1994, ISBN 978-8804393269
- Storia del cristianesimo, Bari, Laterza, 1997, ISBN 978-8842065586 (in collaborazione con Giovanni Filoramo, Salvatore Pricoco e Daniele Menozzi)
- L'apocalisse di Giovanni, Milano, Mondadori, 1999, ISBN 978-8804457770
- Identità e conquista. Esiti e conflitti di un'evangelizzazione, Bologna, EDB, 2005, ISBN 978-8810140239
- Giovanni e Gesù: Storia di un'antagonismo, Roma, Carocci, 2013, ISBN 978-8843068401 [Milano, Mondadori, 1991]
- In nome di Dio. Storie di una conquista, Brescia, Paideia, 2014, ISBN 978-8839408723
- Una sposa per Gesù. Maria Maddalena tra antichità e postmoderno, Roma, Carocci, 2017, ISBN 978-8843095063
- Chi ha rubato i cieli? Galileo, la "Lettera a Cristina" e le origini della modernità, Bari, Edizioni di Pagina, 2019, ISBN 978-8874706846
- I mille volti della Maddalena. Saggi e studi, Roma, Carocci, 2020, ISBN 978-8829000098
- Cronache dal Trumpistan. Diario di un teologo italiano in America (Chronicles from Trumpistan: A Diary of an Italian Theologian in America), Trapani, Di Girolamo, 2020, ISBN 978-8897050810
- Non uno itinere. Ebraismi, cristianesimi, modernità. Studi in onore di Mauro Pesce in occasione del suo ottantesimo compleanno, Brescia, Morcelliana, 2021, ISBN 978-8837235970

#### Romanzi gialli (con la moglie Linda Foster)
- Nel segno del sangue, 2003
- Il pacco. Un thriller teologico, 2005
- Il peccato dei padri, 2009

### In inglese
- The Mandaeans: The Last Gnostics, Grand Rapids (MI) USA / Cambridge (UK), Eerdmans, 2002, ISBN 978-0802839244
- Commentary on the Apocalypse of John, 2006
- In the Name of God: The Making of Global Christianity, 2011 (Reviews)
- Where Have All the Heavens Gone? Galileo's Letter to the Grand Duchess Christina, 2017
- Golden Calf Traditions in early Judaism, Christianity, and Islam, 2018
- Mary Magdalene from the New Testament to the New Age and Beyond, 2020
- The Synoptic Problem: Proceedings from the Loyola University Conference, 2023